# Renneville (Eure)
Renneville ist eine französische Gemeinde mit 207 Einwohnern (Stand 1. Januar 2022) im Département Eure in der Region Normandie (vor 2016 Haute-Normandie). Sie gehört zum Arrondissement Les Andelys und zum Kanton Romilly-sur-Andelle. Die Einwohner werden Rennevillois genannt.

## Geographie
Renneville liegt etwa 17 Kilometer ostsüdöstlich von Rouen. Umgeben wird Renneville von den Nachbargemeinden Letteguives im Norden, Perriers-sur-Andelle im Nordosten und Osten, Vandrimare im Osten und Südosten, Radepont im Süden, Bourg-Beaudouin im Südwesten und Westen sowie Fresne-le-Plan im Westen und Nordwesten.

## Bevölkerungsentwicklung
| Jahr                       | 1962 | 1968 | 1975 | 1982 | 1990 | 1999 | 2006 | 2019 |
| Einwohner                  | 121  | 110  | 117  | 150  | 200  | 201  | 240  | 194  |
| Quellen: Cassini und INSEE |      |      |      |      |      |      |      |      |

## Sehenswürdigkeiten
- Kirche Saint-Julien, Monument historique

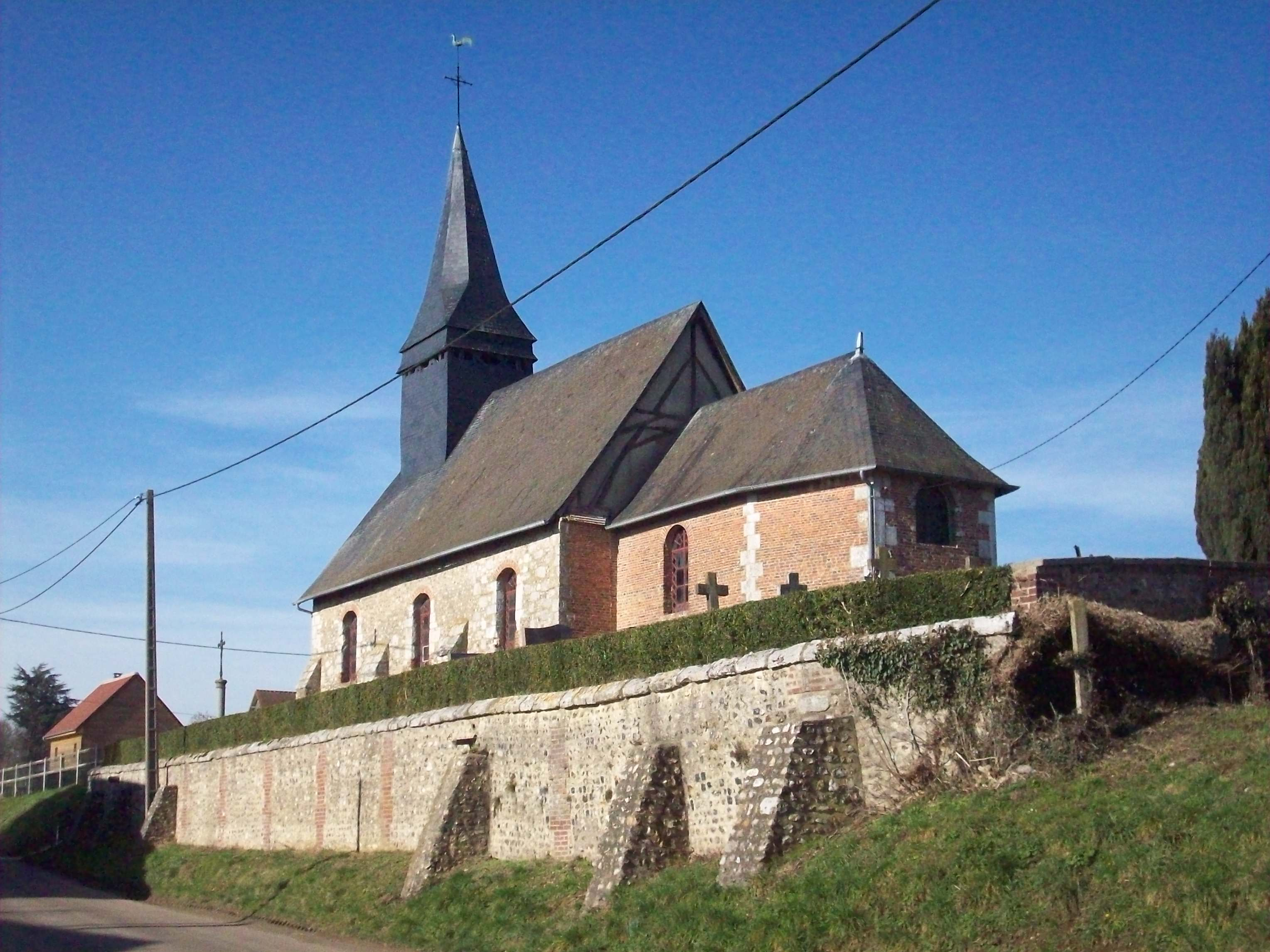
Kirche Saint-Julien

## Persönlichkeiten
- Jean-Claude Lebaube (1937–1977), Radrennfahrer